# Boris Stürmer
Borys Władimirowicz Stűrmer, ros. Борис Владымирович Штюрмер (ur. 15 lipca?/27 lipca 1848 w majątku Bajkowo w ujeździe bieżeckim, zm. 20 sierpnia?/2 września 1917 w Piotrogradzie) – polityk rosyjski, styczeń 1916 – listopad 1916 premier, marzec – lipiec 1916 minister spraw zagranicznych w okresie rządów Mikołaja II (1894–1917).
Urodził się w rodzinie wielkich posiadaczy ziemskich. Ukończył studia na wydziale prawa Uniwersytetu Petersburskiego. Po studiach urzędnik w instytucjach prawniczych szeregu ministerstw i na dworze carskim. Był gubernatorem  guberni nowogrodzkiej (1894) i jarosławskiej (1896). Od 1902 dyrektor Departamentu Spraw Ogólnych Ministerstwa Spraw Wewnętrznych, jeden z najbliższych współpracowników Wiaczesława Plehwe. Od 1904 członek Rady Państwa. 20 stycznia 1916 przy poparciu Rasputina wyznaczony na przewodniczącego Rady Ministrów. W okresie 16 marca do 20 lipca 1916 równocześnie minister spraw zagranicznych. 23 listopada 1916 r. – wobec podejrzeń o germanofilię, a nawet zdradę – usunięty ze stanowiska.
Po rewolucji lutowej i obaleniu caratu został aresztowany i osadzony w Twierdzy Pietropawłowskiej. Zmarł w szpitalu więziennym w Krestach.